# Potter (Nebraska)
Potter je selo u američkoj saveznoj državi Nebraska. Prema popisu stanovništva iz 2010. u njemu je živjelo 337 stanovnika.